# Eunice leucodon
Eunice leucodon är en ringmaskart som beskrevs av Ehlers 1901. Eunice leucodon ingår i släktet Eunice och familjen Eunicidae. Inga underarter finns listade i Catalogue of Life.